# Sant Jordi de Rocabruna
Sant Jordi de Rocabruna és la capella de la masia de Rocabruna, del terme municipal Santa Maria d'Oló, a la comarca del Bages tot i que popularment unida a la del Moianès. És una capella construïda el 1919 per Eduard Maria Balcells i Buïgas, dins d'un estil neogòtic, postmodernista.